# Campagne du Dniepr
Campagne du Sud de l'Ukraine de l'invasion de l'Ukraine par la Russie
Batailles
Offensive de Kiev (Jytomyr, Kiev) : 
- 1re Hostomel
- Tchernobyl
- Ivankiv
- Kiev
- 2e Hostomel
- Vassylkiv
- Boutcha
- Irpin
  - Bombardement de réfugiés
- Jytomyr
- Mochtchoun
- Makariv
- Brovary

Offensive du Nord (Tchernihiv, Soumy) :
- Hloukhiv
- Slavoutytch
- Bombardements
- Soumy
- Trostianets
- Tchernihiv
- Okhtyrka
- Lebedyn
- Konotop
- Romny
- Desna
- Escarmouches frontalières

Russie  (Briansk, Belgorod) :
- Incursions en Russie occidentale
  - Oblast de Briansk
  - Oblasts de Belgorod et de Koursk
    - Incursions de 2024

  - Bombardement de Belgorod
- Oblast de Koursk (août 2024)

Campagne de l'Est (Donetsk, Louhansk, Kharkiv)
Kharkiv :
- 1re Kharkiv
  - Tchouhouïv
  - Bombardements : en février
  - en mars
  - en avril
  - du bâtiment administratif
- Izioum
- 2e Kharkiv
  - Balaklia
  - 1re Koupiansk
  - Chevtchenkove
- 3e Kharkiv

Nord du Donbass:
- Starobilsk
- Sloviansk
  - Dovhenke
  - 1re Lyman
  - Sviatohirsk
  - Bohorodychne et Krasnopillia
  - Bombardements : Bilohorivka
  - Kramatorsk
- Sievierodonetsk
  - Kreminna
  - Donets
  - Roubijné
  - Popasna
  - Tochkivka
  - Massacre
- Lyssytchansk
- 2e Kharkiv
  - Balaklia
  - 1re Koupiansk
  - Chevtchenkove
  - 2e Lyman
- Oblast de Louhansk
  - Ligne Svatove-Kreminna
  - Serebryansky
  - 2e Koupiansk

 Centre du Donbass:
- Horlivka
- Popasna
- Svitlodarsk
- Bakhmout
  - Soledar
- Siversk
- Tchassiv Iar
- Toretsk

Sud du Donbass :
- Volnovakha
- Marioupol
  - Bombardements : de l'hôpital
  - du théâtre
  - de l'école d'art
- Pisky
- Vouhledar
  - Pavlivka
- Marïnka
- Contre-offensive de 2023
- Avdiïvka
- Novomykhaïlivka
- Pokrovsk
  - Krasnohorivka
  - Toretsk
- Bombardements :
- Makiïvka
- Donetsk

Campagne du Sud (Mykolaïv, Kherson, Zaporijjia)
- 1re Kherson
- Odessa
- Melitopol
- Mykolaïv
  - Bombardements : à fragmentation
  - du bâtiment administratif
- 1re Berdiansk
- Zaporijjia
- Tchornobaïvka
- Enerhodar
- Voznessensk
- Houliaïpole
- Davydiv Brid
- 2e Berdiansk
- Nova Kakhovka
- 2e Kherson
  - Doudtchany
- Dniepr
- Tchoulakivka
- Contre-offensive de 2023
  - Robotyne

Frappes aériennes dans l'Ouest et le Centre de l'Ukraine
- Lviv (02/2022)
- Vinnytsia (03/2022)
- Yavoriv (03/2022)
- Deliatyne (03/2022)
- Dnipro

Guerre navale
- Île des Serpents (02/2022)
- Moskva (04/2022)

Attaques en Crimée
- Novofedorivka (08/2022)
- Djankoï (08/2022)
- Pont de Crimée (10/2022)
- Base navale de Sébastopol (10/2022)
- Pont de Crimée (07/2023)
- Base navale de Sébastopol (09/2023)

Débordement
- Aéroport de Millerovo
- Sabotages en Russie
- Attaques en Transnistrie
- Sabotage des gazoducs Nord Stream
- Terrain d'entraînement militaire de Soloti
- Explosions en Pologne
- Bases aériennes de Dyagilevo et Engels-2
- Base aérienne de Minsk-Matchoulichtchi
- Crise russo-moldave de 2023
  - Accusations de tentative de coup d'État en Moldavie
- Incident de drone de 2023 en mer Noire
- Rébellion du groupe Wagner

Massacres
- Tchernihiv
- Boutcha
- Borodianka
- Olenivka
- Izioum

La campagne du Dniepr est une série d'affrontements qui se déroulent le long du fleuve Dniepr (Dnipro) dans l'oblast de Kherson, en Ukraine, dans le cadre des combats sur le théâtre sud de la guerre russo-ukrainienne. Plus précisément, cette campagne fait référence aux affrontements le long du fleuve entre les forces armées ukrainiennes et les forces armées russes pendant et après la contre-offensive ukrainienne visant à libérer Kherson.

## Contexte

### Campagne initiale du sud de la Russie
Au début de l'invasion russe, Ostriv Velykyi Potomkin, également connue sous le nom d'île Potemkine, fut occupée par les Russes pendant la campagne du Sud de l'Ukraine.
La Flèche de Kinbourn n'était pas occupée par les forces russes au début de la guerre. Cependant le 10 juin 2022, (soit quatre mois plus tard) les forces russes prennent la Flèche de Kinbourn après avoir vaincu la résistance des forces ukrainiennes sur place. 
L'offensive russe a été aidée en partie par le bombardement constant des ressources navales ukrainiennes basées à Otchakiv, oblast de Mykolaïv, au cours du mois précédant la prise, rendant difficile pour l'Ukraine le réapprovisionnement de ses troupes sur le théâtre des opérations. 
La conquête de la Flèche de Kinbourn a été l’une des dernières victoires militaires russes significatives sur le front sud de l’Ukraine en 2022. Par la suite, les Russes fortifient la Flèche de Kinbourn (après cette conquête) laquelle est dorénavant utilisée comme site de lancement d'attaques de missiles contre le territoire (sur la rive droite du fleuve) resté  sous contrôle ukrainien.

### Raids et engagements mineurs antérieurs
En avril 2022, le Royaume-Uni conseille aux forces ukrainiennes actives sur le terrain de « procéder à une reconnaissance des plages » et de localiser de « bons emplacements d'atterrissage » sur la Flèche Kinburn en cas de futures contre-attaques. La première reconnaissance enregistrée a eu lieu en septembre 2022 par les forces spéciales ukrainiennes à bord de bateaux semi-rigides. Les assauts ukrainiens se sont poursuivis, notamment des frappes réussies contre les Russes, sur un groupement d'équipements (le 19 septembre) et sur un dépôt de munitions (le 26 septembre) ; cette deuxième cible  pourrait avoir été un centre de contrôle et d'entraînement de drones de combat. 
En octobre, le dernier grand bâtiment de la marine ukrainienne, le Iouriy Olefirenko, un navire de débarquement, a été aperçu en train de tirer des roquettes sur les forces russes sur ou à proximité de la Flèche de Kinbourn et le 25 octobre, un autre dépôt de munitions a été détruit.
Le matin du 1er septembre, les forces ukrainiennes tentent de débarquer (via le Dniepr) en direction de la centrale nucléaire de Zaporijjia (à Enerhodar) occupée par les troupes russes, mais ces dernières ont réussi à repousser cette tentative. Dans les jours et semaines qui ont suivi, se sont intensifiées  les tentatives ukrainiennes d'opérations amphibies (via le Dniepr) en particulier dans l'oblast de Zaporijjia,.
Dans la nuit du 19 octobre 2022, les forces ukrainiennes ont tenté de nouveau, mais en vain, de reprendre la centrale nucléaire de Zaporijjia. Ont été impliquées dans cette opération, la Direction générale du renseignement du ministère de la Défense ukrainien et des unités d'élite de l'armée ukrainienne; ces dernières comprennent le régiment Kraken, le bataillon Shaman et la  légion internationale ukrainienne.

### Contre-offensive de Kherson
Au cours de la seconde bataille de Kherson en 2022, les forces ukrainiennes ont progressivement et complètement repoussé les forces russes (des oblasts de Kherson et de Mykolaïv) hors des terres situées sur la rive droite du Dniepr. Les responsables ukrainiens ont estimé que dans la soirée du 10 novembre la moitié des soldats russes avait été retirée de l'autre côté du Dniepr. Tôt le matin du 11 novembre, des fantassins russes ont été vus traversant un pont flottant en direction de la rive gauche. Les colonnes et les  blindés ukrainiens se rapprochent de Kherson après avoir traversé plusieurs villes, villages et banlieues. Les troupes russes se retirent alors à travers le Dniepr et les troupes ukrainiennes pénétrèrent plus loin dans l'oblast de Kherson et ses environs.
A l'issue de la journée, la ville de Kherson et  le reste de la rive droite du Dniepr sont entièrement libérés par les forces ukrainiennes. Cela signifie que tout le territoire de l'oblast de Mykolaïv, à l'exception de la Flèche de Kinbourn, es désormais reconquis par l'Ukraine.
Pendant cette contre-offensive de Kherson, d'autres troupes ukrainiennes débarquent sur certaines parties de l'île Potemkine, mais sont rapidement repoussées .

## Campagne

### Premiers débarquements et frappes aériennes ukrainiennes
Tout au long du mois de novembre 2022, immédiatement après la fin de l’offensive de Kherson, des rapports ont indiqué que les forces d’opérations spéciales ukrainiennes avaient effectué des débarquements limités de petits bateaux sur la flèche de Kinburn. Le 14 novembre, les forces russes auraient lancé des missiles anti-aériens sur des trajectoires balistiques sur Otchakiv dans le but présumé de perturber le contrôle des tirs ukrainiens et de retarder de nouvelles tentatives d'atterrissage.
Le 16 novembre, le commandement opérationnel sud de l'Ukraine a signalé que ses forces avaient mené plus de 50 frappes autour de la flèche pour perturber les bombardements russes et la guerre électronique provenant de la région. Les frappes auraient tué 17 soldats russes et endommagé 18 pièces d'équipement militaire,. Les 18 et 19 novembre, les attaques ukrainiennes sur la flèche se sont poursuivies, ciblant avec succès des concentrations de forces et d'équipements russes,. Le 22 décembre, Vladimir Saldo et une autre source russe ont affirmé que les forces ukrainiennes bombardaient régulièrement Kinburn Spit avec de l'artillerie à longue portée et y avaient détruit un bâtiment portuaire russe, mais que les tentatives répétées d'atterrir sur la flèche étaient toujours repoussées par Forces russes. Les activités de reconnaissance ukrainiennes se seraient poursuivies sur Kinburn Spit jusqu'au début de 2023,,.

### Incursions ukrainiennes intensifiées
Le 3 décembre 2022, les forces ukrainiennes ont organisé une incursion limitée sur la rive gauche du fleuve. Les soldats de l'unité de renseignement aérien Carlson ont hissé un drapeau ukrainien sur une tour de grue portuaire et ont libéré le territoire environnant,,.
L'île Potemkine a également été le théâtre de combats continus entre les deux camps. Le 7 décembre 2022, l'officier militaire ukrainien de la Direction générale du renseignement du ministère de la Défense ukrainien Ihor Oliinyk, commandant d'une unité de reconnaissance opérant dans la région de Kherson, a été tué au combat sur l'île,. Le 2 janvier 2023, les forces ukrainiennes semblaient avoir établi certaines positions sur l'île,. Le 12 mai 2023, l'Institut pour l'étude de la guerre (ISW) a évalué que les forces ukrainiennes opéraient dans la partie sud de l'île.
Du 23 au 24 janvier 2023, les forces ukrainiennes ont débarqué sur la rive gauche du Dniepr, près de Nova Kakhovka, lors d'un raid nocturne. L'ISW a déclaré que le raid « indique que les forces russes pourraient ne pas avoir un contrôle total sur toute la rive est du fleuve Dnipro ». Le 31 janvier 2023, les forces ukrainiennes ont de nouveau débarqué sur la rive gauche du fleuve. Ils établirent brièvement des positions avant que l'artillerie russe ne les oblige à partir. L'ISW a réitéré que la Russie n'avait peut-être pas de contrôle sur le littoral, affirmant que les forces russes n'en avaient probablement pas le contrôle total. Le lendemain, le 1er février, des éléments de reconnaissance ukrainiens auraient été signalés près du lac Kruhlyk.
Le 23 avril, l'ISW a estimé que les forces ukrainiennes avaient traversé le fleuve Dniepr le 20 ou le 21 avril et que des rapports indiquaient qu'elles avaient libéré le petit village de Datchi, où le pont autoroutier d'Antonivka enjambe le Dniepr, posant pour des photos devant le panneau d'entrée d'Olechky et retournant à Dachi avant que les forces russes puissent répondre,,,. L'Associated Press a ensuite estimé que l'île marécageuse d'Antonivsky était sous contrôle ukrainien.
Le 12 mai, l'ISW a estimé que les forces ukrainiennes avaient pris le contrôle de l'île de Toloka et de la baie de Zburivsksyi Kut, à l'embouchure du delta du fleuve. De plus, l'ISW a signalé une activité partisane importante à Hola Prystan et Olechky contre les administrations russes.

### Destruction du barrage de Kakhovka et contre-offensive ukrainienne de 2023

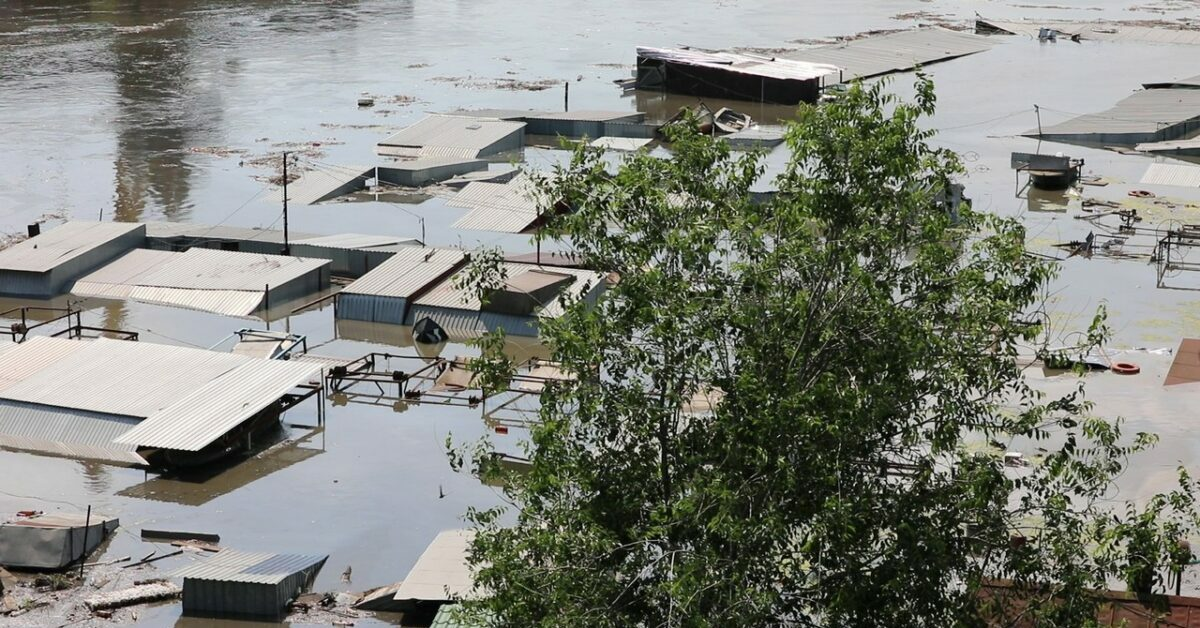
Inondations en aval du barrage détruit de Kakhovka

Le 6 juin 2023, le barrage de Kakhovka à Nova Kakhovka a été délibérément détruit alors qu'il était sous contrôle russe depuis mars 2022. Les experts estiment que les forces russes ont probablement fait sauter le barrage,. L’Ukraine a accusé la Russie d’avoir détruit le barrage dans le but d’entraver la contre-offensive ukrainienne de 2023, tandis que la Russie a nié toute responsabilité.
Ostriv Velykyi Potomkin a été partiellement submergé sous le fleuve Dnipro, obligeant les forces militaires des deux côtés à se retirer, mettant ainsi temporairement fin aux combats sur ce fleuve.
En raison de la destruction du barrage, le niveau de l'eau dans le cours inférieur du Dniepr a augmenté de 5,31 mètres, submergeant complètement les îles marécageuses du delta, ainsi que l'ensemble de Hola Prystan et la majeure partie d'Olechky. La rive gauche, contrôlée par la Russie, est un marécage et une plaine inondable, tandis que la rive droite, contrôlée par l'Ukraine, est surélevée, lui épargnant les pires inondations. Au total, 108 localités le long du Dniepr ont été inondées alors que le réservoir de Kakhovka continuait de s'écouler, son niveau d'eau baissant de 16,8 à 12,7 mètres.
Outre le coût civil des inondations, la Russie a perdu à la fois des hommes et du matériel dans les inondations, en particulier la 7e division d'assaut aéroporté de la Garde et des éléments du 22e corps d'armée. À la suite des inondations, la Russie a retiré ses positions défensives entre 5 et 15 kilomètres plus au sud, laissant la rive gauche pratiquement sans défense. De plus, Kinburn Spit a été séparé du continent en raison des inondations, devenant une île sur laquelle les forces ukrainiennes ont effectué un débarquement amphibie le 8 juin. Les combats se sont poursuivis jusqu'au 9 juin. Le Kyiv Independent a estimé que les débarquements sur le Kinburn Spit étaient des attaques de diversion, destinées à distraire les forces russes et à les éloigner de la contre-offensive ukrainienne de 2023 et que toute occupation à long terme du Spit serait « impossible ».
Au cours des dix jours qui ont suivi le 9 juin, la Russie a commencé à déplacer son Groupe de forces du Dniepr de la rive gauche du fleuve pour renforcer les secteurs de Bakhmout et de Zaporijjia, selon le ministère britannique de la Défense.
Le 1er juillet, de nouveaux combats ont commencé sur la rive gauche du Dniepr, les forces ukrainiennes ayant été signalées par le ministère britannique de la Défense comme ayant « presque certainement » redéployé leurs forces sur la rive gauche. Le ministère britannique de la Défense a également signalé une concentration de soldats russes autour de Kakhovka pour y améliorer les défenses. Les soldats russes ont apparemment fait des efforts pour repousser les forces ukrainiennes de la rive gauche, subissant de lourdes pertes en chemin, selon Euromaidan Press. Le 2 juillet, les combats s'étaient intensifiés à proximité du pont d'Antonivka, selon Natalia Humeniuk. Les combats étaient considérés à l'époque comme consistant principalement en des attaques de contre-batterie,.
Les forces ukrainiennes ont de nouveau débarqué sur la rive gauche en août 2023. Au 14 août, elles contrôlaient une bande de tête de pont « s'élargissant progressivement » sur la rive gauche. Cela inclut particulièrement les zones situées au nord d’Oleshky et à l’ouest de Kozachi Laheri.
Le ministère britannique de la Défense a rapporté que le ministère russe de la Défense était en train de former la 18e armée interarmes, dans le but de consolider ses forces dans le sud de l'oblast de Kherson, le noyau de la nouvelle formation étant le 22e corps d'armée de l'infanterie navale russe.
Les forces russes ciblent fréquemment les colonies ukrainiennes et les civils sur la rive droite du Dniepr et, le 14 septembre, elles ont tué un enfant de 6 ans lors d'une frappe d'artillerie. Après cet incident, Oleksandr Prokudin, chef de l'administration militaire régionale de Kherson, a ordonné l'évacuation de toutes les familles avec enfants de 31 colonies le long du fleuve Dnipro,. Le 15 septembre, l'aviation russe a accidentellement bombardé Nova Kakhovka occupée, tuant un et blessant trois habitants de la ville,.

### Incursion à Krinky et stabilisation du front
À la mi-octobre 2023, les brigades de marine ukrainiennes ont réussi à traverser le Dniepr en aval du barrage détruit de Kakhovka. Des sources russes ont affirmé que dans la nuit du 17 au 18 octobre, les forces ukrainiennes ont traversé le Dnipro et contrôlé temporairement et partiellement les villages de Poima et Pichtchanivka, respectivement. De plus, des sources russes et ukrainiennes ont signalé des raids ukrainiens contre des positions russes dans le village de Krinky et sur l'île Kazatsky. Les sources russes ont déclaré que les attaques ont été perpétrées par les 35e et 36e brigades d'infanterie navale et qu'outre les bombardements d'artillerie, aucune force russe n'a été envoyée pour endiguer la tête de pont. L'Ukraine a établi plusieurs têtes de pont stables sur les îles à l'est du pont d'Antonivka entre le Dnipro proprement dit et ses affluents, principalement le Konka.
Le journal d'opposition russe indépendant Meduza a déclaré qu'au début et à la mi-novembre 2023, l'Ukraine contrôlait « l'ensemble du territoire des îles inhabitées en amont, presque jusqu'à la centrale hydroélectrique de Kakhovka ». Cependant, ils ont déclaré que les zones peuplées à proximité de ces îles, à plus haute altitude, étaient toujours sous contrôle russe, citant Oleshky, Kozachi Laheri, Korsunka et Dnipriany comme exemples. Le 13 novembre 2023, les agences de presse russes ont publié une déclaration affirmant que la Russie déplaçait ses troupes vers des « positions plus favorables » à l'est du fleuve, pour se rétracter quelques minutes plus tard. Ils ont déclaré que l'annonce avait été faite par erreur et constituait une « provocation ». Reuters l'a qualifié d'« incident très inhabituel » qui « suggérait un désarroi au sein de l'establishment militaire russe et des médias d'État sur la manière de rendre compte de la situation sur le champ de bataille dans le sud de l'Ukraine ». Le 17 novembre 2023, le ministère de la Défense ukrainien a affirmé que ses forces avaient tué 1 216 soldats russes et en avaient blessé 2 217 depuis le début des « mesures » sur la rive gauche. Ils ont également affirmé avoir détruit 24 chars russes, 48 véhicules blindés de combat, 89 systèmes d'artillerie, 29 entrepôts de munitions et 14 avions au cours de la même période.
Fin décembre 2023, les Marines ukrainiens sur la rive gauche du fleuve Dnipro subissaient de lourdes pertes, sans gains stables, tout comme les forces russes. Les bombardements aériens et d'artillerie intensifs russes, la désorganisation et la diminution des ressources auraient causé de lourdes pertes parmi les troupes ukrainiennes, qui ont néanmoins poursuivi leurs opérations contre les forces russes de la rive gauche,. Le 24 décembre, une brigade russe a reconnu avoir utilisé des armes chimiques contre l'Ukraine près de Krynky, ce qui constituerait une violation du droit international.
Selon Forbes, une cinquantaine de bateaux BMK-T ont été endommagés ou coulés par des drones, des bombes planantes et l'artillerie russes. Le bruit émis par les moteurs des bateaux ne peut pas être facilement masqué. Un certain nombre de marines ukrainiens ont déclaré au Kyiv Independent qu'ils pensaient que le passage n'était qu'un « théâtre politique » ou une « décision politique ». La tête de pont varie de 2,5 kilomètres à 500 mètres par endroits. Les Marines se plaignent de devoir parcourir « des centaines de mètres » d'eau jusqu'aux genoux sans être protégés par des avions, de l'artillerie ou des drones. Les Marines ukrainiens ne peuvent creuser qu’un trou d’environ 500 millimètres avant d’atteindre le niveau de l’eau. Étant donné que la rivière mesure moins de 300 mètres de large, elle est trop grande pour un pont flottant. Toute évacuation doit se faire par bateau. Le député ukrainien Roman Kostenko a déclaré dans une interview en octobre 2023 : « Il s’agissait d’opérations globales impliquant la construction de ponts, de barrages, le mouvement du personnel et des équipements. Les ponts construits là-bas avaient une durée de vie de 40 minutes maximum et nous parlons d’une largeur de 25 mètres. Le fleuve Dnipro mesure 300 mètres de large à son point le plus étroit (dans la région de Kherson), et c'est le plus petit. Nous comprenons à quel point la situation est complexe »,.
Le 21 décembre, le commandant ukrainien des drones, Robert Brovdi, a affirmé qu'« en moins de deux mois et demi de notre séjour dans le sud, nous avons touché plus de 450 véhicules ennemis sur la bande mentionnée, dont 153 ont été réduits en cendres ».
Le 22 décembre, trois Su-34 sont abattus par la défense aérienne ukrainienne, suivis d'un Su-30 et d'un Su-24M au-dessus de la mer Noire. Ces interceptions d’avions russes auraient conduit à une réduction du nombre d’attaques à la bombe planée. Selon l'ISW, les forces russes pourraient devoir compenser la perte de soutien aérien avec davantage d'artillerie, qui est vulnérable aux tirs de contre-batterie,,,.
Le 19 janvier 2024, les Ukrainiens ont affirmé avoir tué un « as du drone » russe appelé « Moiseï » et son équipe avec un drone. Ils auraient été responsables de la destruction de 31 bateaux transportant 398 soldats ukrainiens au cours de la bataille.
À la mi-février 2024, après plusieurs mois de stabilisation du front sud, l’armée ukrainienne indique qu’elle affronte des « tirs nourris » de la part des forces russes à l’offensive dans la région de Zaporijjia, principalement à Robotyne. Le 21 février, l'Ukraine dément avoir perdu le contrôle de sa tête de pont de Krinky, dont Vladimir Poutine avait revendiqué la prise la veille.

### Île de Nestryha
Le 28 avril 2024, le commandant en chef des forces armées ukrainiennes, Oleksandr Syrsky, annonce que les forces ukrainiennes ont pris l'île de Nestryha, à l'embouchure du Dniepr (46°32′N 32°23′E - (Lat 46.5333333- Lon 32.38333333333333) et avance près du village de Veletenske (Велетенське) dans la communauté territoriale de Bilozerka (uk),,. Le contrôle de l'île permet à l'Ukraine de mieux contrôler les voies navigables utilisées par les forces ukrainiennes et russes, et devrait soulager la pression sur Krinky. En réponse, les troupes russes ont largué onze bombes guidées sur la rive droite de la région de Kherson.